# V1280 Scorpii
V1280 Scorpii eller Nova Scorpii 2007 var en nova i stjärnbilden Skorpionen, strax söder om Messier 62. Novan var av 9:e magnituden när den upptäcktes oberoende av Yuji Nakamura och Yukio Sakurai, Japan, den 4 februari 2007. Novan nådde sitt maximum, +3,8, den 17 februari.